# Habenaria clareae
Habenaria clareae är en orkidéart som beskrevs av Johan Hermans. Habenaria clareae ingår i släktet Habenaria och familjen orkidéer. Inga underarter finns listade i Catalogue of Life.